# Río Laguna Grande
El río Laguna Grande es un curso natural de agua que nace en la laguna Grande (Atacama) en las cercanías de la frontera internacional de la Región de Atacama y confluye con el río Laguna Chica, que viene del este para formar el río Conay. Forma parte de la cuenca alta del río Huasco.: 458 